# Côte rôtie
La costilla asada (en francés, côte rôtie /kot ʀoti/) es una preparación culinaria típica de la gastronomía francesa que consiste en costilla de ternera o de cerdo entera, asada al horno en una bandeja grasera. A menudo se acompaña en la misma bandeja de una guarnición de verduras (patatas, zanahoria...) o fruta (frutas del bosque) o con un aderezo de hierbas aromáticas, como romero fresco, o especias. Existen múltiples versiones de la receta, sin embargo, en la tradición culinaria francesa, este y otros platos de carne se suelen acompañar de una copa de vino tinto.
La costilla es uno de los más apreciados cortes de la carne, y generalmente es de buey o ternera, aunque también se puede usar carne de cerdo, considerada de peor calidad.

## Historia
Este plato se hizo popular durante el siglo XIX en el barrio de La Villette de París, donde se encuentran los antiguos mataderos de la ciudad. Los restaurantes del vecindario allí directamente compraban las mejores carnes, por lo que el producto pasaba casi directamente del productor al consumidor. El vino tinto, que es el acompañamiento típico del côte rôtie (y también se usa en la cocina para elaborar las salsas), provenían de los almacenes de Bercy (entrepôts de Bercy), un poco más al sur.

## Preparación
La forma tradicional de asar esta pieza de carne es cocinándola entera, con los huesos incluidos. Si se corta en porciones más pequeñas, se consiguen chuletas. Sin embargo, al cocinarse entera se preservan mejor sus aromas, sus sabores y su jugosa textura en boca.
Antes de meterla al horno, la pieza de carne engrasada se calienta por unos minutos a fuego alto para colorearla bien en cada lado. Esta acción se denomina en gastronomía como «sellar la carne»; al sellar la carne, se impide que los jugos internos se evaporen y se garantiza la jugosidad del plato. También hace posible obtener una carne bien asada en el exterior y poco hecha en el centro.
En el horno, la parte magra de la carne debe quedar abajo y la parte grasa arriba. Esto permite que la grasa riegue la carne. Además, el hueso debe estar en contacto con el plato, la parte grasa en el aire. Al final de la cocción, se deshuesa. Este plato se suele servir con verduras de temporada, chalotas y salsa bearnesa, aunque también se puede disfrutar solo con sal y pimienta.